# Little Norway (flyveskole)
 For alternative betydninger, se Little Norway. (Se også artikler, som begynder med Little Norway)
Little Norway, var en norsk flyveskole og træningslejr, som blev oprettet i Canada under den 2. verdenskrig af den norske eksilregering.
Skolen blev åbnet i november måned 1940, og var beliggende ved Toronto, på kysten ved Lake Ontario.
Den første chef var Hjalmar Riiser-Larsen. 
Major Ole Reistad afløste Larsen omkring årsskiftet 1941.
I 1943 blev lejren flyttet til Muskoka beliggende ca. 110 km nord for Toronto, hvor træningen af piloterne fortsatte til 1944.
Lejren flyttede herefter til flyvestationen Winkleigh i Devon, England.
Nogle danskere har gjort tjeneste på Little Norway, blandt andet det danske flyver-es Kaj Birksted.

## Ekstern henvisning
- Komplett liste over personell ved Little Norway Arkiveret 11. juli 2011 hos  Wayback Machine
- Den norske ambassade i Canada om Little Norway Arkiveret 13. marts 2007 hos  Wayback Machine

43°38′06″N 79°23′56″V / 43.635°N 79.399°V